# Zi He
Zi He är ett vattendrag i Kina. Det ligger i provinsen Shandong, i den östra delen av landet, omkring 150 kilometer nordost om provinshuvudstaden Jinan.
Genomsnittlig årsnederbörd är 671 millimeter. Den regnigaste månaden är juli, med i genomsnitt 255 mm nederbörd, och den torraste är januari, med 7 mm nederbörd.